# Kali
Kali (Sanskrit कली) je v hinduizmu boginja mati in zaščitnica, ki pooseblja življenjsko energijo. Je tudi boginja smrti s črnim obrazom, rdečimi očmi in dlanmi, štirimi rokami in ogrlico iz človeških glav.
Je žena Šive, s katerim tvorita celoto obstoja - Šiva predstavlja statično Univerzalno Zavest, Kali pa dejavno kreativno silo. Človeške glave na ogrlici predstavljajo črke sanskritske abecede, kajti Kali je predvsem tantrična boginja, v tantri pa so sveti zlogi pomembne sestavine manter.